# Чемпіонат України з футзалу серед жінок 1998—1999
Чемпіонат України з футзалу серед жінок 1998—1999 — п'ятий чемпіонат України, в якому переможцем стала полтавська «Ніка-Педуніверситет» під керівництвом С. Г. Ягодкіна.

## Учасники
Порівняно з попереднім чемпіонатом команд стало більше, а саме 8. Крім північної і східної, також була представлена і західна Україна.
| - «Біличанка» (смт. Коцюбинське, Київська область) - «Галичанка» (Львів) - «Львів'янка» (Львів) - «Металіст» (Харків) | - «Мінора» (Черкаси) - «Ніка-Педуніверситет» (Полтава) - «Оболонь» (Київ) - «Фортуна-Чексіл» (Чернігів) |

## Регіональний розподіл
| Регіон               | Кіл-ть команд | Команди               |
| -------------------- | ------------- | --------------------- |
| Львівська область    | 2             | Львів'янка, Галичанка |
| Київ                 | 1             | Оболонь               |
| Київська область     | 1             | Біличанка             |
| Полтавська область   | 1             | Ніка-Педуніверситет   |
| Харківська область   | 1             | Металіст              |
| Черкаська область    | 1             | Мінора                |
| Чернігівська область | 1             | Фортуна-Чексіл        |

## Підсумкова таблиця
| М | Команда                       |
| - | ----------------------------- |
| 1 | «Ніка-Педуніверситет» Полтава |
| 2 | «Фортуна-Чексіл» Чернігів     |
| 3 | «Оболонь» Київ                |
| 4 | «Мінора» Черкаси              |
| 5 | «Біличанка» Коцюбинське       |
| 6 | «Галичанка» Львів             |
| 7 | «Металіст» Харків             |
| 8 | «Львів'янка» Львів            |